# City of Port Phillip
City of Port Phillip – obszar samorządu lokalnego (ang. local government area), położony na północnym brzegu australijskiej zatoki Port Phillip, wchodząca w skład aglomeracji Melbourne. Obszar ten zamieszkuje 85 096 osób (dane z roku 2006). Port Phillip został założony w 1994 roku, natomiast pierwsze wybory rady miasta odbyły się w 1996. Rada miasta zlokalizowana jest obecnie w St Kilda Town Hall i South Melbourne Town Hall.

## Dzielnice
- Albert Park
- Balaclava
- Beacon Cove
- Elwood
- Garden City
- Middle Park
- Port Melbourne
- Ripponlea
- St Kilda
- St Kilda East
- St Kilda West
- Southbank
- South Melbourne
- Windsor

## Burmistrzowie Port Phillip od 1996

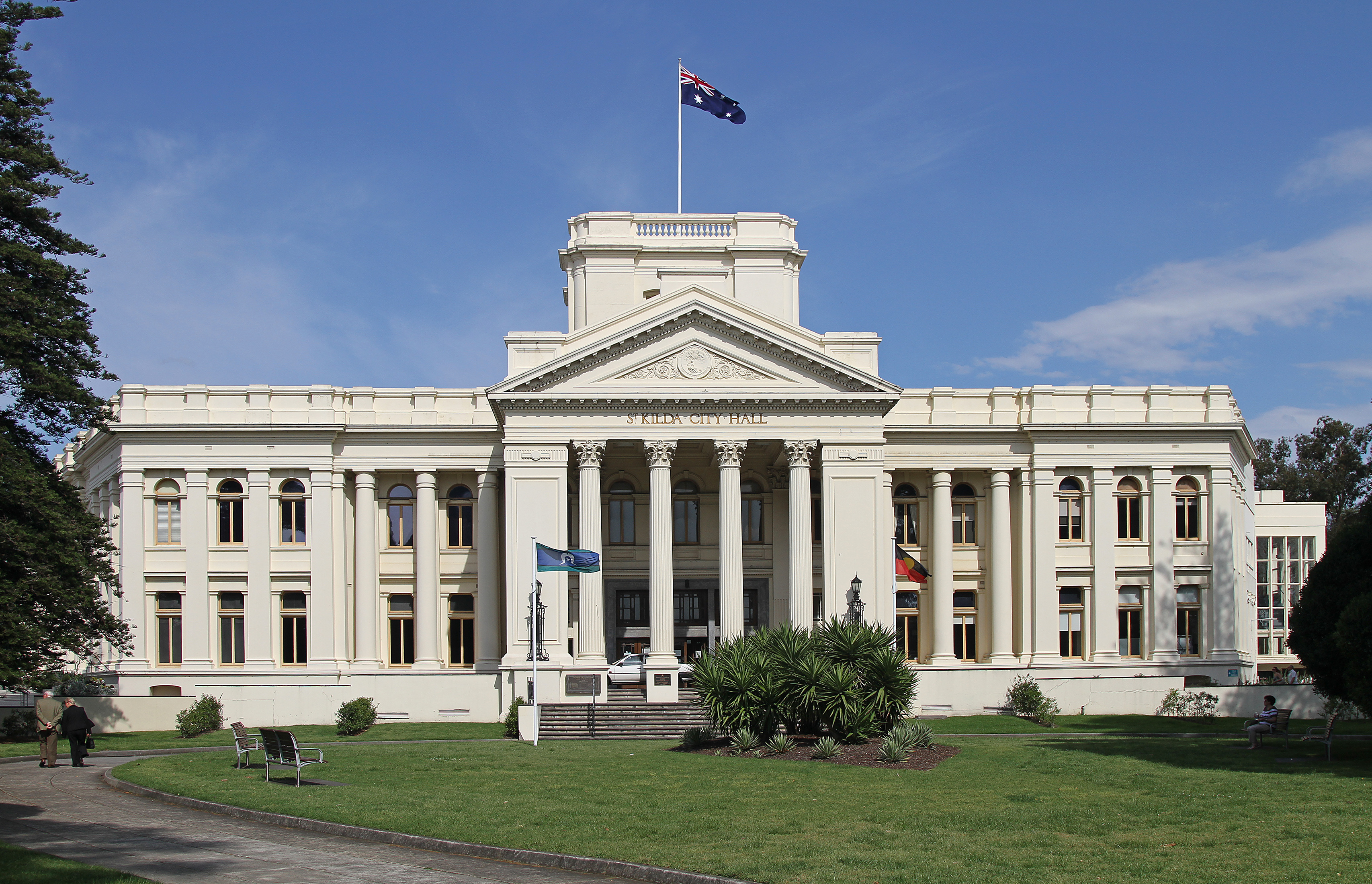
St Kilda Town Hall

|    | Burmistrz      | Lata      |
| -- | -------------- | --------- |
| 1  | Liana Thompson | 1996–1997 |
| 2  | Christine Häag | 1997–1998 |
| 3  | Dick Gross     | 1998–2000 |
| 4  | Julian Hill    | 2000–2002 |
| 5  | Darren Ray     | 2002–2003 |
| 6  | Liz Johnstone  | 2003–2004 |
| 7  | Dick Gross     | 2004      |
| 8  | Darren Ray     | 2004–2005 |
| 9  | Janet Bolitho  | 2005–2007 |
| 10 | Janet Cribbes  | 2007–2008 |
| 11 | Frank O’Connor | obecnie   |